# Service de documentation extérieure et de contre-espionnage
Service de documentation extérieure et de contre-espionnage (SDECE) – Służba Dokumentacji Zagranicznej i Kontrwywiadu – francuska instytucja wywiadu i kontrwywiadu wywodząca się z działającej w latach 1944 – 1946 Dyrekcji Generalnej Studiów i badań DGER. SDECE działała w latach 1946 – 1982, kiedy została przekształcona w Dyrekcję Generalną Bezpieczeństwa Zewnętrznego – DGSE.

## Utworzenie SDECE
Służba Dokumentacji Wywiadu i Kontrwywiadu, SDECE, została utworzona w 1946 roku, po likwidacji Dyrekcji Generalnej Studiów i badań DGER, działającej po wyzwoleniu Francji w 1944 roku, do 1946 roku. Służba Dokumentacji Wywiadu i Kontrwywiadu, podobnie jak amerykańska Centralna Agencja Wywiadowcza – CIA, mogła działać jedynie poza granicami kraju.
W świecie służb specjalnych SDECE znana też była jako „basen”, ponieważ jej sztab mieścił się w Paryżu niedaleko pływalni publicznej.

## Zadania
Zadania SDECE skupiały się na poszukiwaniu poza granicami państwa informacji i dokumentów, które mogą być przydatne dla rządu Francji. Oficjalnie SDECE działała pod nadzorem i w strukturach Ministerstwa Obrony. W rzeczywistości jednak kontrolowana była przez prezydenta za pomocą specjalnego doradcy.

## Specjalna sekcja kontrwywiadu
W strukturze SDECE znajdowała się specjalna sekcja kontrwywiadu, przeznaczona do ochrony samej instytucji oraz innych francuskich służb bezpieczeństwa przed penetracją obcych wywiadów. Obowiązywał ścisły zakaz prowadzenia operacji kontrwywiadowczych na terenie Francji, z wyjątkiem ambasad zagranicznych. Wszelkie krajowe operacje związane z bezpieczeństwem państwa pozostać miały w ramach Specjalnego działu Ministerstwa Spraw Wewnętrznych.

## Pierwsze operacje SDECE
Pierwsze operacje SDECE zostały przeprowadzone w Indochinach bezpośrednio po II wojnie światowej. SDECE usiłowała zorganizować lokalny ruch oporu, wzorujący się na francuskiej Resistance, działającej w latach okupacji niemieckiej. W Indochinach podobnie jak w Algierii, rywalem SDECE było Drugie Biuro (Deuxieme Bureau). Do bardzo częstych starć dochodziło zwłaszcza w Wietnamie. SDECE także współpracowało z DB (Deuxieme Bureau) w okrutnej walce z algierskimi powstańcami. We Francji SDECE często popadała w konflikt z Surete Generale, francuską policją kryminalną, która w odróżnieniu od SDECE dysponowała prawem dokonywania zatrzymań.

## Dział Kryptograficzny
W strukturach agencji działał mało znany Dział Kryptograficzny, który złamał sowieckie szyfry i zapewnił wydziałowi kontrwywiadu stały dopływ informacji.

## Służba Akcji (Action Service)
W ramach SDECE działała również tzw. Służba Akcji (Action Service), która zajmowała się szkoleniem ochotników w zakresie sabotażu i dywersji. Przerzucano ich potem przeważnie do Indochin i krajów socjalistycznych np. PRL.

## Podparyskie lotnisko
W latach 50 XX w. SDECE uruchomiło specjalne własne lotnisko w Persan-Baumont pod Paryżem. Tam przerzucano licznych OZI CIA, Secret Intelligence Service oraz zachodnioniemieckiej Bundesnachrichtendienst i innych służb wywiadowczych państw NATO jako uciekinierów za granicę. Żaden z tych szpiegów nie odniósł większych sukcesów, m.in. z powodu penetracji SDECE przez komunistów francuskich i bardzo sprawnych służb specjalnych krajów socjalistycznych. Agenci, którzy wyruszali z podparyskiego lotniska SDECE, byli natychmiast zdejmowani przez służby bezpieczeństwa krajów, do których zostali wysłani. Wielu takich agentów przejął kontrwywiad UBP, a po 1956 roku, kiedy lotnisko nadal funkcjonowało, zdejmowali ich funkcjonariusze Komitetu ds. Bezpieczeństwa Publicznego. Schwytani agenci następnie dla uratowania życia podejmowali podwójną grę radiową. Takie same przypadki miały miejsce w NRD, gdzie kontrwywiad tak zwanego Stasi bardzo szybko i skutecznie rozprawiał się z agentami wysłanymi z Francji.

## Różne operacje SDECE
SDECE znana była również z dokonywania innych operacji. Na przykład, spuszczenie paliwa lotniczego z sowieckiego samolotu, który wylądował we Francji. Nie chodziło tu o głupi żart, lecz o zbadanie składników zapobiegających zamarzaniu paliwa. Funkcjonariusze SDECE zamieszani byli również w akcję podania narkozy dyplomatycznym kurierom radzieckim, podróżującym Orient Expressem i przeczytania przewożonych przez nich dokumentów.

## Black Bag Jobs
W miarę jak Francja wikłała się w wojny w Indochinach, Wietnamie i Algierii, SDECE rozszerzała zakres swych działań o tzw. Black Bag Jobs. Można to przetłumaczyć jako robota z czarnym workiem – organizowanie porwań i morderstw politycznych (mokra robota). Era zabójstw politycznych, jak określił to oficer wywiadu francuskiego, rozpoczęła się w 1958 roku, w czasie głębokiego kryzysu związanego z wojną w Algierii. Parlament Francji powołał Charles'a de Gaulle'a na stanowisko premiera i przekazał mu na 6 miesięcy prawo rządzenia za pomocą dekretów. Nowe uprawnienia otrzymały również francuskie służby specjalne, w tym SDECE.

## Terror
Działająca w ramach SDECE Służba Akcji (Action Service), dostawała rozkazy od administracji de Gaulle'a. Wynajęci i szkoleni przez specjalistów z SDECE zabójcy, byli prawdopodobnie członkami grupy terrorystycznej zwanej Czerwoną Ręką. Na rozkaz ze SDECE, który zapewne nadszedł z góry, OZI przeszkoleni przez Służbę Dokumentacji Wywiadu i Kontrwywiadu wysadzili w powietrze handlarza broni i zastrzelili algierskiego polityka. Obie te operacje wykonano w Zachodnich Niemczech. Powstały więc spekulacje, że ówczesny szef BND, Reinhard Gehlen, zezwolił SDECE na swobodne działanie w Niemczech. W wydanej w 1970 roku jego autobiografii Lamia można przeczytać m.in.

Używano broni palnej, noży, a także bardziej wyrafinowanych metod. W Stanach Zjednoczonych zakupiono broń na dwutlenek węgla, wystrzeliwującą miniaturowe strzykawki. Specjaliści z SDECE zastąpili kapsułki ze środkami obezwładniającymi kapsułkami zawierającymi śmiertelną truciznę. Ofiara wykazywała wówczas wszelkie objawy ataku serca.

Wśród ofiar zabójców przeszkolonych przez SDECE byli przeważnie handlarze bronią, intelektualiści, Francuzi popierający nacjonalistów algierskich oraz przywódcy ruchów wyzwoleńczych we francuskich posiadłościach w Afryce Północnej. Między 1956 i 1961 rokiem, porywacze zwerbowani przez SDECE zajęli 6 statków. Przechwycili ich ładunki, przeznaczone dla bojowników w Algierii. W Hamburgu wysadzono statek z bronią. Każdy, kto popierał lub pomagał nacjonalistom algierskim, był celem dla SDECE lub rewanżującej się drugiej strony. Prokurator Generalny Szwajcarii popełnił samobójstwo w marcu 1957 roku, gdy pojawiły się informacje, iż udzielił pomocy SDECE, przekazując agentom zapisy podsłuchów telefonicznych i inne dane szwajcarskiego wywiadu. Podczas wojny w Algierii aktywne były również inne francuskie służby specjalne. Deuxieme Bureau francuskiego sztabu generalnego sił zbrojnych wydawało rozkazy zabijania osób podejrzanych o współpracę z powstańcami i palenia wiosek, co do których istniało podejrzenie, że udzielają schronienia siłom antyfrancuskim. W 1959 roku de Gaulle został wybrany prezydentem Francji. Nowa konstytucja dawała prezydentowi szersze uprawnienia. Wojna algierska trwała i powtarzały się morderstwa polityczne i społeczne dokonywane już bezpośrednio przez SDECE. W 1961 roku, gdy de Gaulle postanowił zakończyć wojnę z Algierią, spisek oficerów francuskich zagroził przewrotem we Francji. Zła sława związana z zabójstwami ciążyła nad SDECE. Konflikt zakończył się w 1962 roku, po 7 latach walk, w czasie których zginęło ok. 100 tys. Algierczyków i 10 tys. żołnierzy francuskich.

## „Sapphire”, siatkaKGBw SDECE
Po zakończeniu wojny SDECE skoncentrowała się na działaniach kontrwywiadowczych we Francji. Pojawił się nowy problem, kiedy uciekinier z KGB zeznał, że SDECE jest głęboko spenetrowane przez KGB. Agent KGB, Anatolij Golicyn, który zbiegł do Europy Zach. na początku lat 60 XX w., powiedział przesłuchującym go oficerom CIA, że w strukturach SDECE działa siatka o kryptonimie Sapphire. Anatolij Golicyn utrzymywał, że agenci siatki przeniknęli nie tylko do SDECE, ale też do rządu Charles'a de Gaulle'a i kwatery głównej NATO w Paryżu. Rewelacje zbiega I Zarządu Głównego Komitetu Bezpieczeństwa Państwowego zostały przekazane przez stacje CIA w Paryżu prosto do prezydenta de Gaulle'a. Ten, podejrzewając kolejny spisek przeciwko jego rządowi, nakazał SDECE i innym francuskim agencjom zerwanie jakichkolwiek kontaktów z CIA. Jak się później okazało, do siatki szpiegowskiej Sapphire należał m.in. Georges Paques, sekretarz prasowy NATO.

## Wznowienie kontaktów z CIA
Aby załagodzić obraz SDECE, następca Charles'a de Gaulle'a, Georges Pompidou, mianował nowym szefem SDECE hrabiego Alexandre’a de Marenchesa. Kiedy objął on stanowisko, powiedział:

Niektórzy agenci handlowali bronią i narkotykami, inni wplątani byli w porwania, morderstwa, i najkrwawsze porachunki.

W pierwszej połowie lat 70 XX w. nastąpiła znaczna poprawa stosunków SDECE z CIA, które za czasów de Gaulle’a nie układały się za dobrze (rywalizacja między USA a RF), a później zostały w ogóle zerwane. Przykładem zbliżenia się obu służb wywiadu jest współpraca z funkcjonariuszami rządu Zairu, w celu dostarczenia broni dla Narodowego Frontu Wyzwolenia Angoli.

## Zmiany w szeregach SDECE
Nowy szef SDECE rozpoczął tzw. czystkę w szeregach agencji. Zwolniono ponad 500 pracowników, którzy mieli powiązania z wcześniejszymi sprawami. Marenches skoncentrował się na oczyszczeniu SDECE z jakichkolwiek wcześniejszych powiązań, oraz zmodernizował procedury gromadzenia i analizy danych. Kiedy w 1981 roku Francois Mitterrand został wybrany na prezydenta Francji, zwolnił Marenchesa ze stanowiska szefa SDECE, a na jego miejsce mianował Pierre’a Mariona, byłego prezesa Air France.

## Przemiana SDECE naDGSE
Wraz z mianowaniem nowego szefa SDECE, nastąpiła zmiana w agencji. Service de Documentation Exterieure et de Contreespionnage została przekształcona w Dyrekcję Generalną Bezpieczeństwa Zewnętrznego (Direction Generale de la Securite Exterieure – DGSE).